# Cyrtodactylus pubisulcus
Cyrtodactylus pubisulcus är en ödleart som beskrevs av  Robert F. Inger 1958. Cyrtodactylus pubisulcus ingår i släktet Cyrtodactylus och familjen geckoödlor. Inga underarter finns listade i Catalogue of Life.